# Thianges
Thianges est une commune française située dans le département de la Nièvre, en région Bourgogne-Franche-Comté.

## Géographie

### Climat
Pour des articles plus généraux, voir Climat de la Bourgogne-Franche-Comté et Climat de la Nièvre.
En 2010, le climat de la commune est de type climat océanique dégradé des plaines du Centre et du Nord, selon une étude du Centre national de la recherche scientifique s'appuyant sur une série de données couvrant la période 1971-2000. En 2020, Météo-France publie une typologie des climats de la France métropolitaine dans laquelle la commune est exposée à un climat océanique altéré et est dans la région climatique  Centre et contreforts nord du Massif Central, caractérisée par un air sec en été et un bon ensoleillement. 
Pour la période 1971-2000, la température annuelle moyenne est de 11 °C, avec une amplitude thermique annuelle de 16,1 °C. Le cumul annuel moyen de précipitations est de 902 mm, avec 12,9 jours de précipitations en janvier et 7,9 jours en juillet. Pour la période 1991-2020, la température moyenne annuelle observée sur la station météorologique de Météo-France la plus proche, « Fours », sur la commune de Fours à 20 km à vol d'oiseau, est de 11,4 °C et le cumul annuel moyen de précipitations est de 904,1 mm. 
La température maximale relevée sur cette station est de 40,8 °C, atteinte le 5 août 2003 ; la température minimale est de −13,2 °C, atteinte le 24 décembre 2001,,. 
Les paramètres climatiques de la commune ont été estimés pour le milieu du siècle (2041-2070) selon différents scénarios d'émission de gaz à effet de serre à partir des nouvelles projections climatiques de référence DRIAS-2020. Ils sont consultables sur un site dédié publié par Météo-France en novembre 2022.

## Urbanisme

### Typologie
Au 1er janvier 2024, Thianges est catégorisée commune rurale à habitat très dispersé, selon la nouvelle grille communale de densité à sept niveaux définie par l'Insee en 2022.
Elle est située hors unité urbaine. Par ailleurs la commune fait partie de l'aire d'attraction de Nevers, dont elle est une commune de la couronne,. Cette aire, qui regroupe 93 communes, est catégorisée dans les aires de 50 000 à moins de 200 000 habitants,.

### Occupation des sols
L'occupation des sols de la commune, telle qu'elle ressort de la base de données européenne d’occupation biophysique des sols Corine Land Cover (CLC), est marquée par l'importance des territoires agricoles (57,2 % en 2018), une proportion sensiblement équivalente à celle de 1990 (57 %). La répartition détaillée en 2018 est la suivante :forêts (40,5 %), prairies (32 %), terres arables (22 %), zones agricoles hétérogènes (3,1 %), zones urbanisées (2,3 %). L'évolution de l’occupation des sols de la commune et de ses infrastructures peut être observée sur les différentes représentations cartographiques du territoire : la carte de Cassini (XVIIIe siècle), la carte d'état-major (1820-1866) et les cartes ou photos aériennes de l'IGN pour la période actuelle (1950 à aujourd'hui).

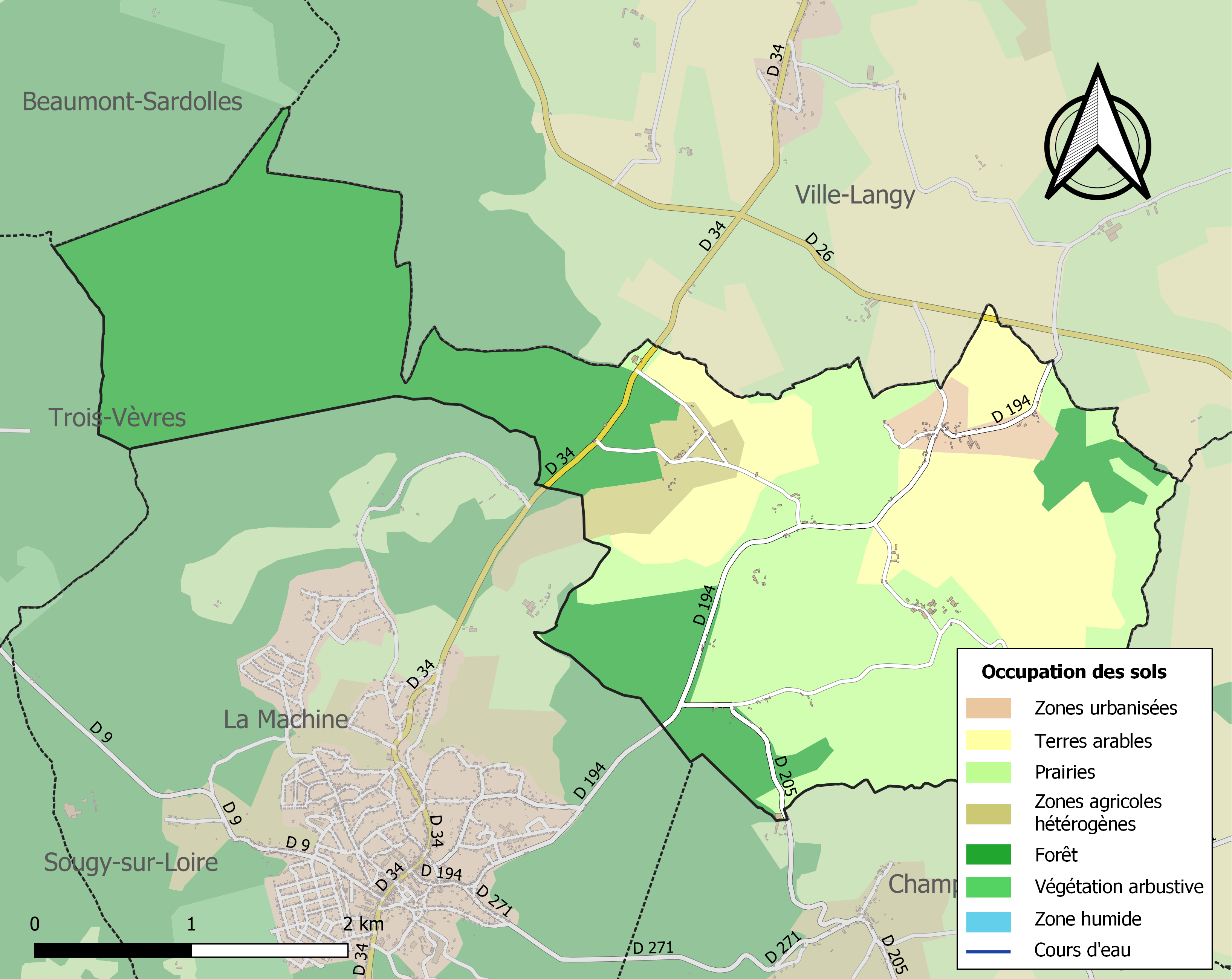
Carte des infrastructures et de l'occupation des sols de la commune en 2018 (CLC).

## Histoire
Au Moyen Âge, la famille seigneuriale de Thianges (D' or (ou plus tard d'argent), à trois tierce-feuilles de gueules : i.e. trois sortes de trèfles rouges sans queue ou trois fleurs à trois pétales) fut une maison noble bourguignonne notable apparue dans la 2e moitié du XIIe siècle, dont la renommée dépassa Thianges et le Nivernais. Dans le détail, la généalogie des premiers de Thianges est mal connue, confuse, contradictoire selon les auteurs... On ne peut donner, sous toute réserve, qu'un schéma forcément sujet à caution,. Cependant, ses trois tierce-feuilles pourraient la rapprocher de la famille voisine de Prie, ainsi que de la Maison de Vergy, via Savaric et ses trois quinte-feuilles. 
Mais la seigneurie de Thianges, au moins l'essentiel, était perdue pour les Thianges à la mort d'Erard II Gilles/Guyart vers 1365/1366. Vers 1367, peut-être par un don du comte de Nevers, elle échut à la famille de Digoine (plus précisément à Hugues de Digoine, fils de Guillaume de Digoine de La Perrière ; cf. l'article Champlevois).
Puis, Thianges passa au XVe siècle des Digoine aux Damas de Marcilly, Anne de Digoine, fille de Chrétien de Digoine et de Philiberte des Barres, épousant en novembre 1472 Jean (de) Damas-Marcilly vicomte de Chalon, fils de Jacques de Damas et Claude de Mello de St-Parize.
Enfin, l'héritière Diane Gabrielle Damas de Thianges († janvier 1715) maria en décembre 1670 Philippe-Julien Mancini (1641-1707), duc de Nevers et neveu maternel de Mazarin ; la succession de Thianges vers les Mancini se fit le 4 janvier 1708, à la disparition sans postérité survivante du frère de Diane-Gabrielle, le maréchal de camp et lieutenant général Claude-Henri-Philibert (de) Damas de Thianges (1663-1708).

## Politique et administration
| Période                                  | Période     | Identité            | Étiquette | Qualité                                                            |
| ---------------------------------------- | ----------- | ------------------- | --------- | ------------------------------------------------------------------ |
| 1904                                     | 1910        | Pierre Louis Roblin | SFIO      | Avocat, député                                                     |
| années 1940                              | années 1940 | Pierre Gallois      |           | Maréchal-ferrant                                                   |
| avant 1973                               | ?           | Henri Chopin        | PS        | Fermier-exploitant, suppléant du député Daniel Benoist (1973-1978) |
| mars 1989                                | mars 1995   | Daniel Barbier      | PS        | Directeur CFA                                                      |
|                                          |             |                     |           |                                                                    |
| 2003                                     | en cours    | Roger Barbier       |           | Exploitant agricole                                                |
| Les données manquantes sont à compléter. |             |                     |           |                                                                    |

## Démographie
L'évolution du nombre d'habitants est connue à travers les recensements de la population effectués dans la commune depuis 1793. Pour les communes de moins de 10 000 habitants, une enquête de recensement portant sur toute la population est réalisée tous les cinq ans, les populations de référence des années intermédiaires étant quant à elles estimées par interpolation ou extrapolation. Pour la commune, le premier recensement exhaustif entrant dans le cadre du nouveau dispositif a été réalisé en 2008.

En 2022, la commune comptait 173 habitants, en évolution de +1,76 % par rapport à 2016 (Nièvre : −3,28 %, France hors Mayotte : +2,11 %).
| 1793 | 1800 | 1806 | 1821 | 1831 | 1836 | 1841 | 1846 | 1851 |
| ---- | ---- | ---- | ---- | ---- | ---- | ---- | ---- | ---- |
| 282  | 282  | 306  | 392  | 373  | 366  | 360  | 397  | 392  |

| 1856 | 1861 | 1866 | 1872 | 1876 | 1881 | 1886 | 1891 | 1896 |
| ---- | ---- | ---- | ---- | ---- | ---- | ---- | ---- | ---- |
| 386  | 384  | 417  | 424  | 431  | 412  | 438  | 467  | 449  |

| 1901 | 1906 | 1911 | 1921 | 1926 | 1931 | 1936 | 1946 | 1954 |
| ---- | ---- | ---- | ---- | ---- | ---- | ---- | ---- | ---- |
| 416  | 353  | 341  | 300  | 261  | 283  | 292  | 260  | 281  |

| 1962 | 1968 | 1975 | 1982 | 1990 | 1999 | 2006 | 2008 | 2013 |
| ---- | ---- | ---- | ---- | ---- | ---- | ---- | ---- | ---- |
| 294  | 296  | 242  | 167  | 245  | 201  | 188  | 184  | 171  |

| 2018 | 2022 | - | - | - | - | - | - | - |
| ---- | ---- | - | - | - | - | - | - | - |
| 172  | 173  | - | - | - | - | - | - | - |

## Culture locale et patrimoine

### Lieux et monuments
- Bois de Thianges ;
- Vallée du Barathon ;
- L’église de Thianges.

### Héraldique
| Blason de Thianges | Blason  | D'argent à trois tiercefeuilles de gueules.      |
| Blason de Thianges | Détails | Le statut officiel du blason reste à déterminer. |